# Phthorima townesi
Phthorima townesi är en stekelart som beskrevs av Dasch 1964. Phthorima townesi ingår i släktet Phthorima och familjen brokparasitsteklar. Inga underarter finns listade i Catalogue of Life.